# Argenna patula
Het Argenna patula (tên tiếng Anh: bodemkaardertje) là một loài nhện trong họ Dictynidae.
Loài này thuộc chi Argenna. Argenna patula được Eugène Simon miêu tả năm 1874.